# Plagiomima hilfi
Plagiomima hilfi là một loài ruồi trong họ Tachinidae.